# Andaman Północny
Andaman Północny (hindi उत्तर अण्डमान द्वीप) – wyspa archipelagu Andamany, leżącego w Zatoce Bengalskiej we wschodniej części Oceanu Indyjskiego. Położona jest w północnej części grupy Wielki Andaman, który tworzy wraz z wyspami Andaman Środkowy, Andaman Południowy oraz wieloma mniejszymi. Wchodzi w skład indyjskiego terytorium związkowego Andamany i Nikobary.
Wyspa zajmuje powierzchnię 1375,99 km², a jej najwyższy szczyt Saddle Peak osiąga wysokość 737 m. Jest to zarazem najwyższy szczyt całego archipelagu. Populacja wyspy wynosi 42 541 osób (2011). Główna miejscowość na wyspie to Diglipur.